# Ficinia rigida
Ficinia rigida là loài thực vật có hoa trong họ Cói. Loài này được Levyns mô tả khoa học đầu tiên năm 1947.